# کاسیو اولیویرا
کاسیو اولیویرا (به پرتغالی: Cássio José de Abreu Oliveira) مدافع اهل برزیل است که در شهر ریودو ژانیرو و در تاریخ ۸ ژانویهٔ ۱۹۸۰ به دنیا آمده‌است.
کاسیو اولیویرا در تیم‌های فوتبال فلامینگو سابقهٔ حضور دارد.